# Blekkom
Blekkom is een gehucht van de in Belgisch Limburg gelegen gemeente Loksbergen, een deelgemeente van Halen. Het ligt ten zuiden van de dorpskern op de linkeroever van de Velpe.
De eerste vermelding in 1308 was Blecheem. De afkomst is waarschijnlijk van een persoonsnaam Blikko. Een andere verklaring is dat het van bleec komt wat goed zichtbaar betekent. De kern van deze nederzetting was Het Hof van Blekkom.
In Blekkom ligt het zogenaamde Kasteel van Blekkom, een neoclassicistisch herenhuis gebouwd in opdracht van Hyacinthe de Maret.

Deelgemeenten: Halen · Loksbergen · Zelem

Gehuchten: Blekkom · Klein-Frankrijk · Rotem · Zelk

Belgische gemeenten · Arrondissement Hasselt · Limburg · Vlaanderen